# Jackie Edwards (athlétisme)
Jacqueline Lois Elizabeth "Jackie" Edwards (née le 14 avril 1971 à Falmouth (Jamaïque)) est une athlète bahaméenne, spécialiste du saut en longueur. 

## Biographie
Entre 1991 et 2008 elle participe cinq fois aux Jeux olympiques, avec une sixième place en 2000, et huit fois aux championnats du monde, avec deux participations en finale. 
Durant la même période elle obtient de nombreuses médailles continentales, dont une médaille d'argent aux Jeux panaméricains de 2003.

### Palmarès
| Date | Compétition                                      | Lieu           | Résultat | Épreuve  | Performance |
| ---- | ------------------------------------------------ | -------------- | -------- | -------- | ----------- |
| 1995 | Jeux panaméricains                               | Mar del Plata  | 3e       | Longueur | 6,50 m      |
| 1997 | Championnats d'Amérique centrale et des Caraïbes | San Juan       | 2e       | Longueur | 6,52 m      |
| 1998 | Jeux du Commonwealth                             | Kuala Lumpur   | 2e       | Longueur | 6,59 m      |
| 1998 | Jeux d'Amérique centrale et des Caraïbes         | Maracaibo      | 2e       | Longueur | 6,50 m      |
| 1999 | Championnats d'Amérique centrale et des Caraïbes | Bridgetown     | 2e       | Longueur | 6,38 m      |
| 2000 | Jeux olympiques                                  | Sydney         | 6e       | Longueur | 6,59 m      |
| 2003 | Championnats d'Amérique centrale et des Caraïbes | Saint-Georges  | 2e       | Longueur | 6,63 m (w)  |
| 2003 | Jeux panaméricains                               | Saint-Domingue | 2e       | Longueur | 6,41 m      |
| 2005 | Championnats d'Amérique centrale et des Caraïbes | Nassau         | 3e       | Longueur | 6,71 m (w)  |

### Records
| Épreuve          | Performance | Lieu     | Date          |
| ---------------- | ----------- | -------- | ------------- |
| Saut en longueur | 6,80 m      | San José | 1er juin 1996 |
| Triple saut      | 13,66 m     | Nassau   | 20 juin 1997  |